# Test Drive Unlimited
Test Drive Unlimited, auch TDU oder TDU1 genannt, ist ein Renn-Videospiel aus dem Jahr 2006, das von Eden Games entwickelt und von Atari für Xbox 360 und Microsoft Windows veröffentlicht wurde. Die Versionen für PlayStation 2 und PlayStation Portable wurden von Atari Melbourne House entwickelt. Als der achtzehnte Teil der Test-Drive-Serie dient Unlimited als Neustart der Franchise und verwirft die Kontinuität der vorherigen Spiele. Das Spiel bietet über 125 lizenzierte Sportwagen und Motorräder, und das Gelände ist der hawaiianischen Insel Oʻahu nachempfunden, die mehr als 1.600 km Straßen und Autobahnen umfasst.

## Gameplay
Im Online-Modus von Test Drive Unlimited können die Spieler sowohl auf Straßen als auch abseits davon im Freifahrmodus fahren und andere Spieler in Echtzeit überall auf der befahrbaren Karte herausfordern. Es ist auch möglich, auf kleinen Inseln außerhalb der Hauptinsel zu fahren. Die Xbox-360-Version unterstützt seit dem Start Lenkradcontroller. Nach dem dritten kostenlosen Update unterstützt Test Drive Unlimited Force-Feedback-Lenkradcontroller.
Die Straßen wurden nach Satellitenbildern der Insel Oʻahu modelliert. Es gibt eine Vielzahl unterschiedlicher Geländearten, darunter Regenwälder, Berge, Sandstrände und urbanisierte Gebiete sowie der Stadt Honolulu.

### Herausforderungen
Es gibt verschiedene Herausforderungsdisziplinen, darunter Rennen, Geschwindigkeit und Zeit. Der Erfolg in diesen Herausforderungen wird mit In-Game-Geld belohnt, das der Spieler zum Kauf neuer Fahrzeuge, zum Mieten von Autos, zum Aufrüsten von Fahrzeugen und zum Kauf von Häusern verwenden kann.
Es gibt auch zusätzliche Herausforderungen, wie Kurierservice und Fahrzeugtransport, die mit Geld belohnen, sowie Anhalter- und Top-Model-Herausforderungen, die mit Gutscheinen belohnen. Mit Gutscheinen kann der Spieler Kleidung für seinen Charakter in den vielen markenbekannten Bekleidungsgeschäften auf der Insel kaufen.

### Level
Der Fortschritt wird durch Level bestimmt, wobei der Spieler als "Rookie" beginnt und Punkte sammeln muss, um seinen Charakter auf ein höheres Level zu bringen und zu verbessern. Herausforderungen werden freigeschaltet, je nachdem, welches Level der Spieler erreicht hat.

### Verkehr und Polizei
Wenn der Spieler wiederholt Verkehrsteilnehmer anfährt, wird eine Polizeiverfolgung ausgelöst. Die Verfolgung hat drei Stufen, die je nach den Verkehrsverstößen des Spielers eskalieren können, oder sich wieder verringern, wenn es dem Spieler gelingt, den Polizisten zu entkommen. Wenn der Spieler gefasst wird, muss er eine Gebühr zahlen oder im Gefängnis warten, wenn er nicht genug Geld hat.

## Spielmodi

### Einzelspieler
Der Spieler beginnt, indem er seinen Charakter auswählt. Nach seiner Ankunft auf O'ahu startet das Spiel mit der Miete, später dem Kauf eines Autos und eines Hauses. Danach kann Spieler frei die Insel erkunden. Während er die Insel entdeckt und neue Sehenswürdigkeiten findet, werden wichtige Orte auf der Karte freigeschaltet, die verschiedene Standorte und Herausforderungen umfassen.
Dazu gehören unter anderem Auto- und Motorradgeschäfte, Autovermietungen, Tuning-Werkstätten, Lackierereien sowie Herausforderungen wie Zeitrennen, Kurieraufgaben, Fahrzeugtransport, Anhalter und mehr.

### Mehrspieler
Die Multiplayer-Komponente (unter dem Namen M.O.O.R. oder Massively Open Online Racing bekannt) funktioniert als zusätzliche Ebene über dem Einzelspieler-Spiel: Alle Aktivitäten, die im Einzelspieler-Modus verfügbar sind, sind auch im Multiplayer-Modus zugänglich. Auf der Xbox 360 durfte Eden Games einzigartige Funktionen zu Xbox Live hinzufügen, um ein neues, nahtloses Online-Erlebnis zu bieten.
Die folgenden Herausforderungen sind ausschließlich im Multiplayer verfügbar:
- Rennen gegen andere Spieler
- Spieler herausfordern, Aufgaben zu erfüllen
- Versuchen, die Herausforderungen anderer Spieler zu bestehen

Benutzerdefinierte Dienste, die von Eden Games zu Xbox Live hinzugefügt wurden:
- Einzigartiges Free-Roaming-System
- ETrade-System: Spieler können ihre Autos kaufen und verkaufen
- Drive-In: Der Spieler kann seine eigene Strecke bearbeiten, seine Bestzeit setzen und sie an einem Drive-In-Spot veröffentlichen, um andere Spieler herauszufordern, diese in einem festgelegten Zeitraum zu schlagen, wobei eine Teilnahmegebühr anfällt. Der beste Spieler gewinnt das Grundstück.
- Live-Inselkarte: Ermöglicht es den Spielern, Filter zu setzen, Updates anderer Spieler zu sehen und deren Spielsitzungen beizutreten
- In-Game-Nachrichtensystem mit Live-Benachrichtigungen
- Clan-System + Intra- und Inter-Clan-Matching

Die Server für den Multiplayermodus wurden am 28. September 2012 11:00 MESZ heruntergefahren. 

## Spielwelt
In der Welt von Test Drive Unlimited können die Spieler sowohl auf Straßen als auch abseits davon im Freifahrmodus fahren und jede real existierende Rennfahrer herausfordern, die sie auf ihrer Fahrt antreffen. Die Straßen sind nach Satellitenbildern der hawaiianischen Insel Oʻahu modelliert, wobei das Terrain von Regenwäldern und Bergen bis hin zu Sandstränden und der Hauptstadt Hawaiis, Honolulu, reicht.
Obwohl Werbematerialien für das Spiel es als exakte Nachbildung der hawaiianischen Insel darstellen, verfolgt die Kartenansicht des Spiels eher den Ansatz einer Adaption als einer exakten Replik. Zahlreiche Regierungsgebäude – darunter die auf Pearl Harbor, Camp H. M. Smith, Hickam Air Force Base –, kommerzielle Gebäude – wie das Ala Moana Center, das Kongresszentrum, der kommerzielle Streifen von Pearl City und das Pearlridge Center – sowie bekannte Sehenswürdigkeiten – einschließlich der Statue von König Kamehameha I und der USS Missouri – fehlen im Spiel. Viele Straßen und Autobahnen sind ebenfalls nicht vorhanden oder weit von ihren realen Pendants entfernt. Die Schiffe im Pearl Harbor Dock repräsentieren zudem keine aktiven oder ausgemusterten US-Navy-Schiffe.

### GPS
Der Spieler kann ein GPS nutzen, um wichtige Orte zu sehen, eine bestimmte Route zu folgen, ein Ziel festzulegen und eine Vielzahl an Informationen zu erhalten. Es zeigt auch die Entfernung zwischen dem aktuellen Standort des Spielers und einem gegebenen Ziel.
Der Spieler muss zunächst Straßen und Orte entdecken, indem er zu diesen fährt, um sich später zu diesen zuvor besuchten Orten auf der Karte teleportieren zu können. Diese Straßen sind in der Karte durch eine helle Farbe hervorgehoben. Blaue Symbole stellen Einzelspieler-Rennen dar, während orangefarbene Symbole Multiplayer-Rennen anzeigen.

### Häuser
Der Spieler muss Häuser kaufen, in denen er seine Fahrzeuge lagern kann. In den Häusern hat der Spieler zudem Zugang zu verschiedenen Optionen, darunter ein Fotoalbum, Charakterkleidung und Autotransaktionen. Auf der Insel sind verschiedene Arten von Häusern verfügbar.

## Fahrzeuge
Der Spieler kann Sportwagen von verschiedenen Herstellern erwerben, darunter der Ferrari 575M Maranello, der AC Cobra 289, der Maserati 3500 GT und der Pontiac Firebird. Zusätzliches herunterladbares Material im Xbox Live Marketplace sowie das Megapack für den PC beinhalteten über 45 weitere Fahrzeuge, wie das Efijy Concept, den Ferrari 512 TR und den Nissan Skyline GT-R.

### Kauf
Jedes Fahrzeug ist in den jeweiligen Autohäusern verfügbar, und der Spieler kann beim Kauf seines neuen Fahrzeugs verschiedene Details auswählen, darunter Räder, Karosseriefarbe und Innenraumfarbe. Neue Autohäuser haben Fahrzeuge sofort verfügbar, im Gegensatz zu klassischen Autohändlern.
Fahrzeuge können auch zwischen Spielern über eine zentrale „Clearing House“-ähnliche Benutzeroberfläche gehandelt werden, die die zum Verkauf stehenden Fahrzeuge zusammen mit Angaben zu Klasse, Kilometerstand, Spezifikationen und Preis auflistet.

### Individualisierung
Die Fahrzeuge des Spielers können in einer Lackiererei auf der Karte umgeändert werden. Der Spieler kann auch die Leistung seines Fahrzeugs in Tuning-Werkstätten aufrüsten.

### Fahrzeuglisten
| AC 289                                          |
| Alfa Romeo 8C Competizione                      |
| Alfa Romeo Brera                                |
| Alfa Romeo GT 3.2 V6 24v                        |
| Alfa Romeo GT 3.2 V6 24v Sporting Technical Kit |
| Ascari KZ1                                      |
| Aston Martin DB4 Aston Martin DB4 GT Zagato     |
| Aston Martin DB7 Aston Martin DB7 Zagato        |
| Aston Martin DB9 Coupe                          |
| Aston Martin DB9 Volante                        |
| Aston Martin V8 Vantage                         |
| Aston Martin Vanquish S                         |
| Audi A3 3.2 quattro DSG                         |
| Audi A4 Touring Car                             |
| Audi A6 4.2 quattro                             |
| Audi RS4 quattro Saloon                         |
| Audi S4 Cabriolet                               |
| Audi S6                                         |
| Audi TT quattro sport                           |
| Cadillac Cien                                   |
| Cadillac CTS-V                                  |
| Cadillac Sixteen                                |
| Cadillac XLR-V                                  |
| Caterham CSR 260                                |
| Chevrolet Camaro Z/28                           |
| Chevrolet Corvette (C1) Corvette                |
| Chevrolet Corvette C6 Convertible               |
| Chevrolet Corvette C6 Coupe                     |
| Chevrolet Corvette Stingray 69                  |
| Chevrolet Corvette Stingray Convertible 1971    |
| Chevrolet Corvette C6 Z06 Coupe                 |
| Chevrolet SSR                                   |
| Chrysler 300C SRT-8                             |
| Chrysler Crossfire SRT6 Coupe                   |
| Chrysler Crossfire SRT6 Roadster                |
| Chrysler Firepower                              |
| Chrysler ME Four-Twelve                         |
| Dodge Challenger R/T                            |
| Dodge Charger Super Bee                         |
| Dodge Viper SRT-10                              |
| Dodge Viper SRT-10 Coupe                        |
| Edonis                                          |
| Farboud GTS Supercharged Prototype              |
| Ferrari 250 GTO                                 |
| Ferrari 288 GTO                                 |
| Ferrari 308 GTS Quattrovalvole                  |
| Ferrari 360 Challenge Stradale                  |
| Ferrari 512 TR                                  |
| Ferrari 575M Maranello                          |
| Ferrari 612 Scaglietti                          |
| Ferrari Dino 246 GT                             |
| Ferrari Dino 246 GTS                            |
| Ferrari Enzo                                    |
| Ferrari F40                                     |
| Ferrari F430                                    |
| Ferrari F430 Spider                             |
| Ford GT                                         |
| Ford Mustang GT Convertible                     |
| Ford Mustang GT Coupe                           |
| Ford Mustang GT-R Concept                       |
| Ford Shelby Cobra Concept                       |
| Ford Shelby GR-1 Concept                        |
| Holden Efijy Concept                            |
| Jaguar E-Type                                   |
| Jaguar XJ220                                    |
| Jaguar XK Convertible                           |
| Jaguar XK Coupe                                 |
| Jaguar XKR Coupe                                |
| Koenigsegg CC8S                                 |
| Koenigsegg CCR                                  |
| Lamborghini Countach 25th Anniversary           |
| Lamborghini Diablo GT                           |
| Lamborghini Gallardo Coupe                      |
| Lamborghini Gallardo SE                         |
| Lamborghini Gallardo Spyder                     |
| Lamborghini Miura P400SV                        |
| Lamborghini Murciélago Coupe                    |
| Lamborghini Murciélago Roadster                 |
| Lexus GS 450h                                   |
| Lexus IS 350                                    |
| Lexus LS 460 L                                  |
| Lexus LS 600h L                                 |
| Lexus SC 430                                    |
| Lotus Elise 111R                                |
| Lotus Esprit V8                                 |
| Lotus Exige Sport Exige 240R                    |
| Maserati 3500 GT                                |
| Maserati GranSport                              |
| Maserati MC12                                   |
| Maserati Spyder 90th Anniversary                |
| Maserati Spyder Cambiocorsa                     |
| McLaren F1                                      |
| McLaren F1 GT                                   |
| McLaren F1 GTR                                  |
| McLaren F1 LM                                   |
| Mercedes-Benz 300 SL Gullwing                   |
| Mercedes-Benz CLK 55 AMG                        |
| Mercedes-Benz CLK DTM AMG                       |
| Mercedes-Benz CLK-GTR                           |
| Mercedes-Benz CLS 55 AMG                        |
| Mercedes-Benz SL 65 AMG                         |
| Mercedes-Benz SLK 55 AMG                        |
| Mercedes-Benz SLK 55 AMG Performance Package    |
| Mercedes-Benz SLR McLaren                       |
| Nissan 350Z                                     |
| Nissan 350Z NISMO R-Tune                        |
| Nissan 350Z NISMO R-Tune Power                  |
| Nissan 350Z NISMO S-Tune                        |
| Nissan 350Z Roadster                            |
| Nissan Skyline GT-R V-Spec                      |
| Noble M12 GTO-3R                                |
| Noble M14                                       |
| Noble M400                                      |
| Pagani Zonda C12S                               |
| Pagani Zonda C12S Roadster                      |
| Pontiac Firebird Trans Am                       |
| Pontiac GTO                                     |
| Pontiac Solstice                                |
| RUF RGT                                         |
| RUF RK Spyder                                   |
| RUF Rt 12                                       |
| RUF RTurbo                                      |
| Saleen S281 3 Valve Convertible                 |
| Saleen S281 3 Valve Coupe                       |
| Saleen S281 Extreme Coupe                       |
| Saleen S281 Supercharged Convertible            |
| Saleen S281 Supercharged Coupe                  |
| Saleen S281 Supercharged Speedster              |
| Saleen S7 Twin-Turbo                            |
| Saturn Curve                                    |
| Saturn Sky                                      |
| Shelby Cobra "Daytona" Coupé                    |

| Ducati 999 R                |
| Ducati Monster S4R          |
| Ducati 1000 Supersport DS   |
| Kawasaki Ninja ZX-10 R      |
| Kawasaki Ninja ZX-12 R      |
| Kawasaki Z 1000             |
| MV Agusta F4 Brutale 910 S  |
| MV Agusta F4 1000 Tamburini |
| Triumph Daytona 955i        |
| Triumph Speed Triple        |

## Entwicklung
Die Entwicklung des Spiels begann etwa im Jahr 2003, und das Budget lag zwischen 15 und 25 Millionen US-Dollar.

## Einbindung der BETA-Tester (PlayStation 2)
Es gab insgesamt 1500 Beta-Tester in Ataris geschlossenem Beta-Test für Test Drive Unlimited auf der PlayStation 2. Am Ende der Testphase zeichnete Atari 30 der aktivsten Tester in der PlayStation-2-Version von Test Drive Unlimited aus. Diese 30 Beta-Tester durften einen der nicht spielbaren Charaktere (NPC) im Spiel benennen. Einige wählten ihren Vor- und Nachnamen, andere entschieden sich für ihre Bildschirmnamen. Diese 30 besonderen NPCs sind auf der virtuellen Insel nur in der PlayStation-2-Version zu finden. Atari und Melbourne House sorgten dafür, dass die Beta-Tester prominente Positionen als NPCs erhielten. Unter den Testspielern befanden sich auch Freunde und Familienmitglieder von Mitarbeitern bei Melbourne House, einschließlich der Mitarbeiter selbst, die in verschiedenen Automobilclubs im Spiel vertreten sind. Die meisten erhielten den Status „Präsident“ oder „Vizepräsident“ in den Automobilclubs und wurden in hochgradig begehrten Hochleistungsfahrzeugen platziert.

## Rezensionen
Test Drive Unlimited erhielt laut der Bewertungsaggregation Metacritic „generell positive“ Kritiken.
411Mania vergab der Xbox-360-Version eine Bewertung von 8,6 von 10 Punkten und stellte fest: „Selbst wenn du schon ein Rennspiel der nächsten Generation besitzt, ist dies ein Titel, den du unbedingt ausprobieren musst. Dies ist ein so offenes Spiel, das niemals wirklich endet, ähnlich wie [sic] World of Warcraft, und das Gefühl, ein Teil der Insel mit deinem Zuhause, Fahrzeugen und Club zu sein, ist einfach zu cool, um es zu verpassen.“ The Sydney Morning Herald vergab der gleichen Version vier von fünf Sternen und nannte es „das Paradies für Auto-Enthusiasten und ein neuartiges Konzept in Rennspielen. Die Online-Welt von Unlimited wird sicherlich nachgeahmt werden.“ The Times vergab ebenfalls vier von fünf Sternen und erklärte, dass das Spiel „weniger als die meisten Spiele der Freiheit des echten Lebens nahekommt.“ In Japan, wo die Xbox-360-Version am 26. April 2007 von Microsoft portiert und veröffentlicht wurde, vergab Famitsu dem Spiel eine Punktzahl von 34 von 40.
Die Academy of Interactive Arts & Sciences nominierte Test Drive Unlimited bei den 10. Annual Interactive Achievement Awards für „Rennspiel des Jahres“.